# Виласио (Бергамо)
Виласио је насеље у Италији у округу Бергамо, региону Ломбардија.
Према процени из 2011. у насељу је живело 1102 становника. Насеље се налази на надморској висини од 683 м.